# ブレイズ (ハウス)
ブレイズ（英: Blaze）は、1984年にアメリカ合衆国ニュージャージー州で結成されたハウスミュージックグループ。

## 作品一覧

### アルバム
- 1990年 『25 Years Later』
- 1994年 『6 Hubert St.』
- 1997年 『Basic Blaze』
- 1999年 『Productions』
- 1999年 『The Many Colours of Blaze』
- 1999年 『Pure Blaze』
- 2001年 『Pure Blaze 2』
- 2001年 『Natural Blaze』、ジェームス・トニー・ジュニア・プロジェクト名義
- 2002年 『Best of Blaze』
- 2002年 『Spiritually Speaking』
- 2004年 『The Instrumentals Project』
- 2004年 『Keep Hope Alive』、アンダーグラウンド・ダンス・アーティスツ・ユナイテッド・フォー・ライフ名義
- 2004年 『Spiritually Speaking - Then And Now』
- 2007年 『The Best of Blaze vol 1. (The Motown Years)』
- 2007年 『The Best of Blaze Vol 2 (Hubert Street)』
- 2007年 『The Best of Blaze Vol.3 (Natural Blaze)』
- 2011年 『House Masters-Blaze』

### シングル
ソロアーティスト
- 2010年「Til You Go Home」（フィーチャリング・チャイナブラック)
- 2011年「Your Body」
- 2011年「Stay With Me」
- 2011年「Be Your Freak」
- 2011年「Wish」（ウィズ・マシュー・バンディー)

ブレイズ名義
- 1985年「Yearnin'」
- 1986年「Whatcha Gonna Do」（ウィズ・カーネル・エイブラムス)
- 1987年「If You Should Need A Friend」
- 1988年「Can't Win For Losin'」
- 1990年「So Special」（ウィズ・ティミー・レジスフォード)
- 1990年「We All Must Live Together」
- 1993年「Why Can't We Live Together」（ウィズ・ハンター・ヘイズ)
- 1994年「#6 Hubert St.」
- 1994年「Live A Happy Life」（ウィズ・ビリー・デイヴィス)
- 1994年「Just A Little Different」（ウィズ・チャーリー・ビショップ)
- 1995年「Happy Day」（ウィズ・アレクサンダー・ホープ)
- 1995年「The Blaze Tracks EP」
- 1995年「Fly Away」（ウィズ・アレクサンダー・ホープ)
- 1996年「Love Comes Around」（ウィズ・シェイラ・スラッピー)
- 1996年「The Colour Funky EP (A Music Perspective)」
- 1996年「Trans-Jazz EP」
- 1996年「What Can You Do」（ウィズ・アレクサンダー・ホープ)
- 1997年「Feel The Music」（ウィズ・アレクサンダー・ホープ)
- 1997年「Lovelee Dae」
- 1998年「Directions」（ウィズ・ジョー・クラウゼル)
- 1998年「Seasons of Love」
- 1998年「My Beat」（ウィズ・パーマー・ブラウン)
- 1999年「More Than Gold」（ウィズ・パーマー・ブラウン)
- 1999年「Wishing You Were Here」
- 1999年「Funky People」（ウィズ・カッシオ・ウェア)
- 2000年「Home Is Where The Heart Is」
- 2000年「My Beat」 (re-release)（ウィズ・パーマー・ブラウン)
- 2001年「Jump 4 Love」（ウィズ・パーマー・ブラウン)
- 2001年「Shine」（ウィズ・パーマー・ブラウン)
- 2001年「Paradise」（ウィズ・カッシオ・ウェア)
- 2002年「A Moment in Time」（ウィズ・アレクサンダー・ホープ)
- 2002年「Wonderland」（ウィズ・アレクサンダー・ホープ)
- 2002年「When I Fall In Love」（ウィズ・ティー・アルフォード、シビル・リンチ)
- 2002年「Breathe」
- 2002年「I Remember House」（ウィズ・パーマー・ブラウン)
- 2002年「How Deep Is Your Love」（ウィズ・アレクサンダー・ホープ、ティミー・レジスフォード)
- 2003年「I Think of You」（ウィズ・アミラ)
- 2004年「A Song For Nina (Keep The Faith)」
- 2004年「Found Love」
- 2004年「My Beat (Remixes)」（ウィズ・パーマー・ブラウン)
- 2004年「I Remember House (Remixes)」（ウィズ・パーマー・ブラウン)
- 2004年「When I Fall In Love (Remixes)」（ウィズ・シビル・リンチ)
- 2005年「Gloria's Muse (The Yoga Song)」
- 2005年「Dancing」（ウィズ・アレクサンダー・ホープ)
- 2005年「Here With Me」
- 2007年「Lovelee Dae」（OMリミキシーズ）
- 2007年「Listen」
- 2007年「Family」
- 2007年「Force of Nature」
- 2009年「We Are One」（イアン・フライデー・リミキシーズ)
- 2010年「Sacred Sex」
- 2010年「We Are One」（キコ・ナヴァロ、イアン・フライデー・ミキシーズ)
- 2010年「Cult Of Soul」
- 2011年「Lovelee Dae」（リミックス再リリース)

アンダーグラウンド・ダンス・アーティスツ・ユナイテッド・フォー・ライフ
- 2003年「Be Yourself」（ウィズ・ジョイ・カードウェル)
- 2003年「We Are One」
- 2004年「Most Precious Love」（ウィズ・バーバラ・タッカー)
- 2005年「Be Yourself (Remixes)」（ウィズ・ジョイ・ カードウェル)
- 2005年「Keep Hope Alive (Remixes)」（ウィズ・ドーン・トールマン)
- 2005年「Most Precious Love (Remixes)」（ウィズ・バーバラ・タッカー)
- 2005年「Spread Love」（ウィズ・バイロン・スティンギリー)
- 2005年「Wonderful Place」（ウィズ・ウルトラ・ナテ)
- 2006年「Most Precious Love 2006」（ウィズ・バーバラ・タッカー)

ブラック・ラスカルズ
- 1993年「The Piano」
- 1993年「Sympathy」
- 1993年「Keeping My Mind」（ウィズ・ロジャー・ハリス)
- 1993年「So In Love」（ウィズ・カッシオ・ウェア)
- 1996年「For The Next Time」

ファンキー・ピープル
- 1995年「The Blaze Tracks EP」（ウィズ・カッシオ・ウェア、ティー・アルフォード、アレン・ジェフリー)
- 1995年「Funky People」（ウィズ・カッシオ・ウェア、サブリナ・ジョンストン)
- 1996年「Lift Him Up」（ウィズ・Talipharaoh、ス・ス・ボビエン)
- 1999年「Funky People (Remixes)」（ウィズ・カッシオ・ウェア、サブリナ・ジョンストン)

サ・カラー・ファンキー
- 1996年「Peach Melba」
- 1999年「Our Spirit」
- 1999年「Journey」

ジェームス・トニー・ジュニア・プロジェクト
- 2000年「Elevation」
- 2001年「Afro-Groove」
- 2001年「Lovely Ones」
- 2002年「Better Days」

その他名義
- 1987年「Let's Work It Out」、イグジット名義
- 1987年「Sometimes Love」、インシンク名義（ウィズ・ジェリー・エドワーズ)
- 1988年「Mystery」、フェイズ・ツー名義（ウィズ・ジェリー・エドワーズ、ヴィンセント・ハーバート)
- 1988年「Reachin'」、フェイズ・ツー名義（ウィズ・エドワーズ、ヴィンセント・ハーバート)
- 1989年「Love Will Find A Way/Blazin'」、スターダスト名義
- 1991年「One Kiss」、パーチャ名義（ウィズ・ジョーイ・ネグロ、デビー・フレンチ)
- 1993年「Underground」、システム・エイト名義（ウィズ・オーティス・ヴィック)
- 1995年「Klubhead EP」、クラブヘッド名義（ウィズ・アレクサンダー・ホープ、オーティス・ヴィック)
- 1997年「Heaven (When U Smile)」、ザ・ウォールズ・アンド・カンパニー名義（ウィズ・シモーヌ・ジェイ)
- 1997年「Superstar」、プロジェクトMSC名義（ウィズ・シー・シー・ロジャース)
- 1998年「Artful Noyz EP」、ブレイズ・チーム名義（ウィズ・ティー・アルフォード)
- 1998年「Mixed Dimensions EP」、アーバン・アート・トリオ名義（ウィズ・ティー・アルフォード)
- 1998年「When I Fall In Love」、ザ・クラブ・ファミリー名義（ウィズ・ティー・アルフォード、シビル・リンチ)
- 2000年「When I Fall In Love (Remixes)」、ザ・クラブ・ファミリー名義（ウィズ・アルフォード、シビル・リンチ)
- 2003年「A Better World」、アゲハ名義（ウィズ・日高智、ジョセリン・ブラウン、ロリータ・ホロウェイ)

### 楽曲提供
- 1988年 ミシェリー・エアーズ - 「Another Lover」
- 1988年 ラチャンドラ - 「Just Started」
- 1988年 ヒート - 「You Can't Get Away」
- 1988年 アンソニー・アンド・ザ・キャンプ - 「Open (Up Your Heart)」
- 1989年 シンシア・クッキー・エイブラムス - 「Best Part Of Me」
- 1989年 ジェリー・エドワーズ - 「I Am Somebody」
- 1989年 シャネリー - 「One Man」
- 1989年 タワンナ・カリー - 「Let Me Show You」
- 1989年 センス・オブ・ヴィジョン - 「All My Love」
- 1989年 ブリード・オブ・モーション - 「Gotta Dance」
- 1992年 カッシオ・ウェア - 「Baby Love」
- 1993年 カッシオ - 「Never Thought I'd See You Again」
- 1993年 サブリナ・ポープ - 「It Works For Me」
- 1993年 アルシア・マックィーン - 「Changes」
- 1993年 Kechia Jenkins - 「Goin' Through The Motions」
- 1993年 アレクサンダー・ホープ - 「Let The Music Take You」
- 1993年 アレクサンダー・ホープ - 「Saturdays」
- 1994年 アレクサンダー・ホープ - 「Share」
- 1994年 カッシオ・ウェア - 「Fantasy」, with Sajaeda
- 1994年 デ・レイシー - 「Hideaway」
- 1994年 クッキー - 「Choose Me」
- 1994年 クッキー - 「Best Part Of Me」
- 1995年 カッシオ - 「Paradise」
- 1995年 アレックス・アンド・ライ - 「For The Love Of You」
- 1995年 アレクサンダー・ホープ - 「Brothers & Sisters」
- 1996年 アレクサンダー・ホープ - 「Happy Days」
- 1996年 デ・レイシー - 「That Look」
- 1996年 アミラ - 「Getaway」
- 1996年 アミラ - 「Walk」, with Alexander O'Neal
- 1997年 アミラ - 「My Desire」
- 1997年 デ・レイシー - 「All I Need Is Love」
- 1997年 デビー・ペンダー - 「Movin' On」
- 1997年 アレクサンダー・ホープ - 「Never Can Get Away」
- 1998年 デ・レイシー - 「More」
- 1999年 キャシー・ブラウン - 「Happy People」
- 2001年 ニッチ - 「Count On Me」
- 2001年 ニッチ - 「When You're Free」
- 2004年 アレクサンダー・ホープ - 「Big Mistake」
- 2005年 ステファニー・クック - 「Love Will」
- 2005年 ステファニー・クック - 「Lovers' Holiday」

### 出演
- 2000年 Louie Vega - 「Elements of Life」
- 2002年 Louie Vega - 「Brand New Day」
- 2004年 Louie Vega - 「Love Is On The Way」
- 2004年 Louie Vega - 「Sunshine」
- 2006年 Catalan FC & Sven Löve - 「All About Love」
- 2006年 Louie Vega - 「Joshua's Jam」
- 2006年 Studio Apartment - 「The Rising Sun」
- 2006年 Shuya Okino - 「Love Is The Key」 (produced by Phil Asher)
- 2007年 Luisito Quintero - 「Love Remains The Same」 (produced by Louie Vega)

### リミックス
- 2007年「Listen」 Dreamgirls Soundtrack feat. Beyoncé Knowles
- 2007年「Force Of Nature」 Sunshine Anderson
- 2007年「Family」 Dreamgirls Soundtrack feat. Jennifer Hudson